# Міхал Смяловський
Міхал Смяловський (14 грудня 1906; Гординя, Україна — 2 листопада 1990, Коламбус, США) — польський хімік, фахівець у галузі металургії та структурної корозії.

## Біографія
Навчався на хімічному факультеті Львівської політехніки. У 1928 р. закінчив навчання і розпочав науково-дослідницьку роботу у Львові та згодом продовжив роботу у Варшавській політехніці, де під керівництвом професора Вітольда Бронєвського займався питаннями металургії заліза. У 1938 році він захистив докторську дисертацію, присвячену вивченню нових металевих залізних конструкцій, створених в конкретних хімічних та механічних умовах. У 1951—1952 роках професор, ректор Сілезького технологічного університету . З 1953 року був співробітником Польської академії наук — її вченим секретарем та секретарем факультету математики, фізики, хімії, геології та географії. Творець Наукової станції Польської академії наук у Парижі. Член Польської академії наук.